# Vestvika
Die Vestvika (norwegisch für Westbucht) ist eine Bucht an der Prinzessin-Ragnhild-Küste des ostantarktischen Königin-Maud-Lands. Sie liegt auf der Westseite der Riiser-Larsen-Halbinsel und wird vom Stanjukowitsch-Schelfeis eingenommen.
Norwegische Kartographen, die ihr auch ihren Namen gaben, kartierten sie anhand von Luftaufnahmen der Lars-Christensen-Expedition 1936/37.